# Дългоопашата лъжекоралова змия
Дългоопашатите лъжекоралови змии (Pliocercus elapoides) са вид влечуги от семейство Смокообразни (Colubridae).
Разпространени са в тропическите гори на Централна Америка.
Таксонът е описан за пръв път от американския палеонтолог Едуард Дринкър Коуп през 1860 година.

## Подвидове
- Pliocercus elapoides celatus
- Pliocercus elapoides diastemus
- Pliocercus elapoides elapoides
- Pliocercus elapoides salvinii